# Grand Prix automobile du Canada 1974
Résultats du Grand Prix du Canada de Formule 1 1974 qui a eu lieu sur le circuit Mosport Park le 22 septembre 1974.

## Classement
| Pos  | N° | Pilote               | Voiture           | Tours | Temps/Abandon       | Grille | Points |
| ---- | -- | -------------------- | ----------------- | ----- | ------------------- | ------ | ------ |
| 1    | 5  | Emerson Fittipaldi   | McLaren-Ford      | 80    | 1 h 40 min 26 s 136 | 1      | 9      |
| 2    | 11 | Clay Regazzoni       | Ferrari           | 80    | + 13 s 034          | 6      | 6      |
| 3    | 1  | Ronnie Peterson      | Lotus-Ford        | 80    | + 14 s 494          | 10     | 4      |
| 4    | 24 | James Hunt           | Hesketh-Ford      | 80    | + 15 s 669          | 8      | 3      |
| 5    | 4  | Patrick Depailler    | Tyrrell-Ford      | 80    | + 55 s 322          | 7      | 2      |
| 6    | 6  | Denny Hulme          | McLaren-Ford      | 79    | + 1 tour            | 14     | 1      |
| 7    | 55 | Mario Andretti       | Parnelli-Ford     | 79    | + 1 tour            | 16     |        |
| 8    | 8  | Carlos Pace          | Brabham-Ford      | 79    | + 1 tour            | 9      |        |
| 9    | 7  | Carlos Reutemann     | Brabham-Ford      | 79    | + 1 tour            | 4      |        |
| 10   | 19 | Helmuth Koinigg      | Surtees-Ford      | 78    | + 2 tours           | 22     |        |
| 11   | 27 | Rolf Stommelen       | Lola-Ford         | 78    | + 2 tours           | 11     |        |
| 12   | 66 | Mark Donohue         | Penske-Ford       | 78    | + 2 tours           | 24     |        |
| 13   | 2  | Jacky Ickx           | Lotus-Ford        | 78    | + 2 tours           | 21     |        |
| 14   | 26 | Graham Hill          | Lola-Ford         | 77    | + 3 tours           | 20     |        |
| 15   | 21 | Jacques Laffite      | Iso Marlboro-Ford | 74    | Crevaison           | 18     |        |
| 16   | 33 | Jochen Mass          | McLaren-Ford      | 72    | + 8 tours           | 12     |        |
| Nc.  | 15 | Chris Amon           | BRM               | 70    | Non classé          | 25     |        |
| Abd. | 12 | Niki Lauda           | Ferrari           | 67    | Accident            | 2      |        |
| Abd. | 16 | Tom Pryce            | Shadow-Ford       | 65    | Moteur              | 13     |        |
| Abd. | 28 | John Watson          | Brabham-Ford      | 61    | Suspension          | 15     |        |
| Nc.  | 14 | Jean-Pierre Beltoise | BRM               | 60    | Non classé          | 17     |        |
| Abd. | 3  | Jody Scheckter       | Tyrrell-Ford      | 48    | Freins              | 3      |        |
| Abd. | 17 | Jean-Pierre Jarier   | Shadow-Ford       | 46    | Transmission        | 5      |        |
| Abd. | 20 | Arturo Merzario      | Iso Marlboro-Ford | 40    | Tenue de route      | 19     |        |
| Abd. | 50 | Eppie Wietzes        | Brabham-Ford      | 33    | Moteur              | 26     |        |
| Abd. | 9  | Hans-Joachim Stuck   | March-Ford        | 12    | Alimentation        | 23     |        |
| Nq.  | 18 | Derek Bell           | Surtees-Ford      |       | Non qualifié        |        |        |
| Nq.  | 22 | Mike Wilds           | Ensign-Ford       |       | Non qualifié        |        |        |
| Nq.  | 10 | Vittorio Brambilla   | March-Ford        |       | Non qualifié        |        |        |
| Nq.  | 42 | Ian Ashley           | Brabham-Ford      |       | Non qualifié        |        |        |

Légende :
- Abd.=Abandon

## Pole position et record du tour
- Pole position : Emerson Fittipaldi en 1 min 13 s 188 (vitesse moyenne : 194,638 km/h).
- Tour le plus rapide : Niki Lauda en 1 min 13 s 659 au 60e tour (vitesse moyenne : 193,394 km/h).

## Tours en tête
- Niki Lauda : 67 (1-67)
- Emerson Fittipaldi : 13 (68-80)

## À noter
- 12e victoire pour Emerson Fittipaldi.
- 12e victoire pour McLaren en tant que constructeur.
- 77e victoire pour Ford Cosworth en tant que motoriste.
- 91e et dernier départ en Grand Prix pour Jean-Pierre Beltoise.
- 1er Grand Prix pour l'écurie Vel's Parnelli Jones Racing.